# La Trinité (Martynika)
La Trinité – miasto i gmina na Martynice (departament zamorski Francji). Według spisu ludności z 2009 liczba mieszkańców wynosi 13 923. Jest siedzibą władz okręgu, kantonu i gminy o tej samej nazwie. Leży na wybrzeżu Oceanu Atlantyckiego po wschodniej stronie wyspy, u nasady półwyspu Presqu'île de la Caravelle.